# Domenico Mezzadri
Domenico Maria Mezzadri (San Rocco al Porto, 30 gennaio 1867 – Chioggia, 8 dicembre 1936) è stato un vescovo cattolico italiano.

## Biografia
Nato a San Rocco al Porto nel 1867, fu ordinato sacerdote nel 1889, cominciando a svolgere il suo ministero in alcune parrocchie del lodigiano. Fu consacrato vescovo di Chioggia il 22 agosto 1920 dal vescovo Pietro Zanolini.
Durante il suo ministero episcopale celebrò il primo Congresso eucaristico diocesano, nel 1923, ed indisse due visite pastorali, nel 1922 e nel 1930. Nel 1927 riaprì al culto la chiesa di San Michele di Brondolo e nel 1935 consacrò la chiesetta dei cappuccini nel cimitero di Chioggia.
Fu attento ai problemi sociali e del lavoro: istituì una Giunta diocesana del movimento cattolico, con l'intenzione di sensibilizzare l'opinione pubblica su diversi problemi: assistenza agli studenti cattolici, presenza cattolica nel mondo del lavoro, e rafforzamento del movimento economico-sociale.
Guidò la diocesi fino alla sua morte avvenuta l'8 dicembre 1936. Venne sepolto nella cattedrale diocesana assieme ai suoi predecessori.

### Post mortem
A Domenico Mezzadri è stata dedicata la piazza della chiesa parrocchiale di Caselle Landi, dov'è stato parroco nel primo decennio del XX secolo, e una via a Sant'Angelo Lodigiano, dov'è stato parroco nel secondo decennio del XX secolo.

## Genealogia episcopale
La genealogia episcopale è:
- Cardinale Scipione Rebiba
- Cardinale Giulio Antonio Santori
- Cardinale Girolamo Bernerio, O.P.
- Arcivescovo Galeazzo Sanvitale
- Cardinale Ludovico Ludovisi
- Cardinale Luigi Caetani
- Cardinale Ulderico Carpegna
- Cardinale Paluzzo Paluzzi Altieri degli Albertoni
- Papa Benedetto XIII
- Papa Benedetto XIV
- Papa Clemente XIII
- Cardinale Marcantonio Colonna
- Cardinale Giacinto Sigismondo Gerdil, B.
- Cardinale Giulio Maria della Somaglia
- Cardinale Carlo Odescalchi, S.I.
- Cardinale Fabio Maria Asquini
- Cardinale Giuseppe Luigi Trevisanato
- Cardinale Domenico Agostini
- Cardinale Giuseppe Callegari
- Arcivescovo Pietro Zamburlini
- Arcivescovo Luigi Pellizzo
- Vescovo Pietro Zanolini
- Vescovo Domenico Maria Mezzadri